# Emmonak
Emmonak – miasto w Stanach Zjednoczonych, w stanie Alaska, w okręgu Wade Hampton.